# Miguel Ángel Bustillo
Miguel Ángel Bustillo Lafoz (ur. 9 września 1946 w Saragossie, zm. 3 września 2016 w Reus) – hiszpański piłkarz, występujący na pozycji napastnika.
W 1971 z zespołem CF Barcelona zdobył Copa del Generalísimo. W latach 1968–1969 rozegrał 5 meczów w reprezentacji Hiszpanii i strzelił dla niej 2 gole.